# Bleu des Causses

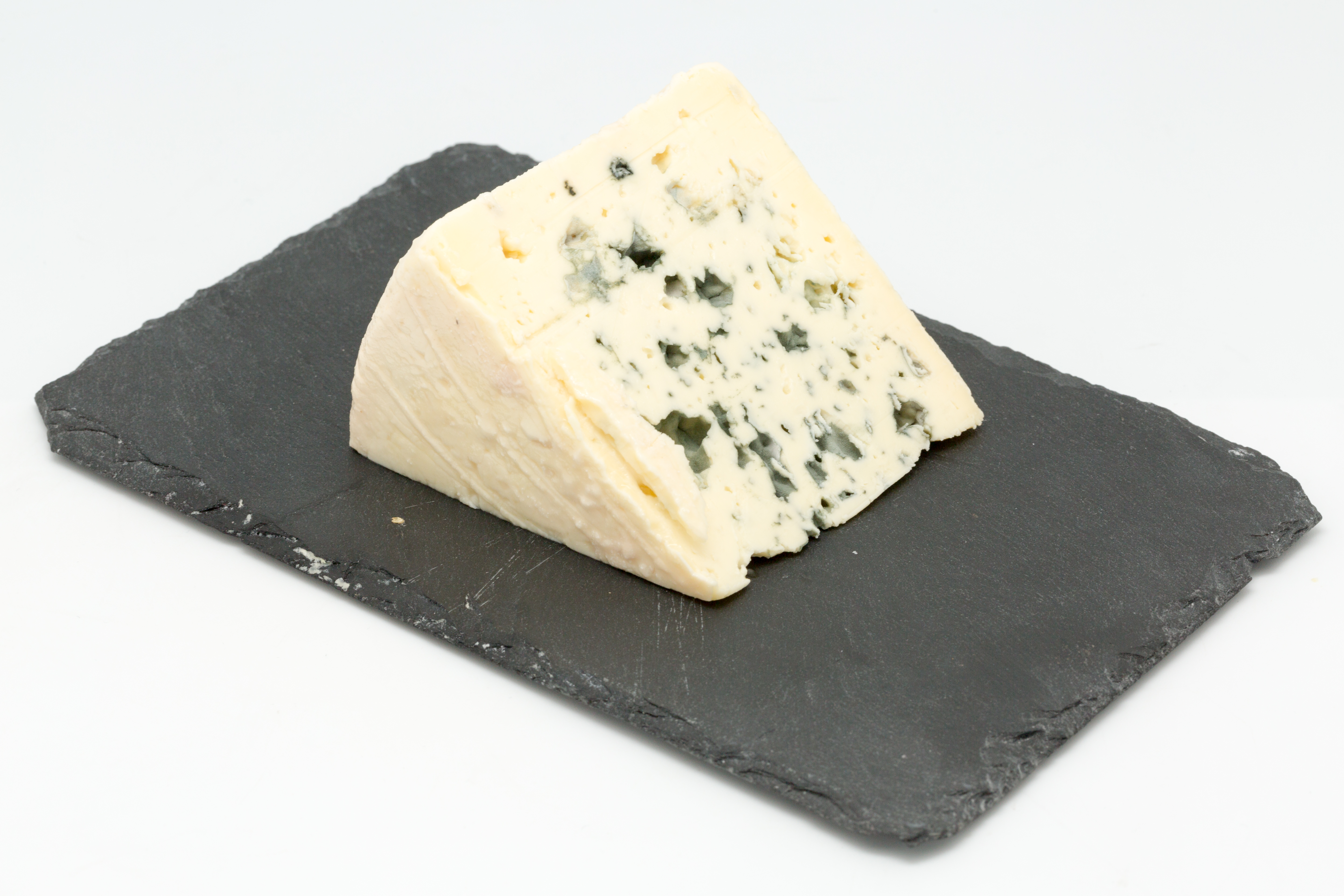
Bleu des Causses

Bleu des Causses, früher auch als Bleu de l'Aveyron bezeichnet, ist ein französischer Blauschimmelkäse aus Kuh-Vollmilch mit 45 % Mindestfettgehalt in Trockenmasse.
Er ist milder als der in ähnlicher Weise aus roher Schafsmilch hergestellte Roquefort.
Durch seine Appellation d’Origine Protegée (AOP) werden Herstellungsverfahren und Produktionsregion festgelegt. Seit 1996 ist Bleu des Causses eine geschützte Ursprungsbezeichnung.

## Geschichte
Der Bleu des Causses und der Roquefort haben eine lange gemeinsame Vorgeschichte. In der Region wurden Käse dieser Art schon seit Jahrhunderten sowohl aus Kuh- als auch aus Schafsmilch oder auch einer Mischung aus beiden hergestellt. Als Roquefort 1925 als erster französischer Käse durch eine Appellation d’Origine gesetzlich geschützt wurde, reagierten die Hersteller des Bleu des Causses 1932 mit der Gründung des Syndicat des fabricants de fromage bleu des Causses und strebten ebenfalls eine Anerkennung als AOC an, die 1953 erfolgte und 1996 in eine Appellation d’Origine Protegée (AOP) überging.

## Herstellung

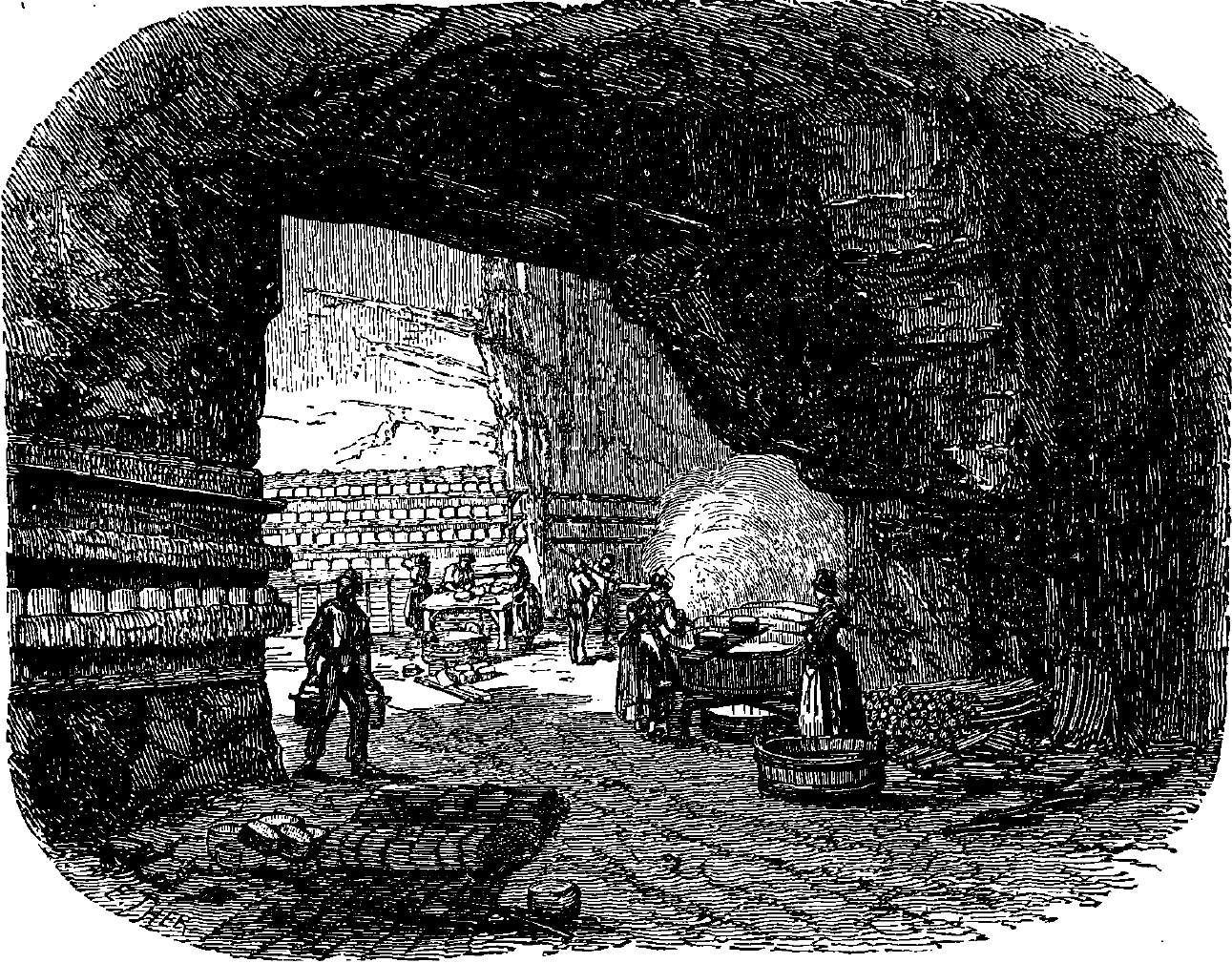
Blick in einen Felsenkeller im Aveyron, in dem in Regalen Blauschimmelkäse gereift wird. Illustration von 1897.

Zunächst gießt der Käser die Morgenmilch mit der Abendmilch des Vortages zusammen. Die Mischung wird mit Lab dickgelegt, danach wird der Bruch zerteilt und in perforierte Formen geschöpft, damit die Molke abläuft. Nun wird dem Käse eine Kultur des in den Felshöhlen natürlich vorkommenden Edelschimmels Penicillium roqueforti zugesetzt. Während des Wachstums im Käse gibt der Pilz verschiedene Methylketone in den Käse ab, die für das Aroma verantwortlich sind.
Zwei bis vier Tage lang verbleibt der Käse in perforierten Formen und wird regelmäßig gewendet, anschließend werden die Laibe aus der Form gehoben und gesalzen.
Der Käse reift ähnlich wie der Roquefort in Fleurines, spaltenreichen Felshöhlen, in denen eine ständige Luftzirkulation herrscht. Damit sich der Pilz entfalten kann, muss der Käse mit Nadeln angestochen („pikiert“) werden. Über die Nadelkanäle wird dem Pilz Luftsauerstoff zugeführt, den er für sein Wachstum benötigt. Danach wird der Käse auf Gestellen 10 Tage lang im Felskeller gelagert, dann in Aluminiumfolie verpackt. In der Regel kommt er nach einer Reifezeit von drei bis sechs Monaten in den Handel.
In der 1,4 Millionen Hektar großen Produktionsregion wurden 2005 800 Tonnen dieses Käses hergestellt.

### Appellation d’Origine Protégée
Das AOP-Lastenheft schreibt vor, dass die Milch nur aus detailliert definierten Teilen der Départements der Départements Lozère, Aveyron, und Lot kommen darf.
Die zylindrischen Laibe haben einen Durchmesser von etwa 20 cm bei einer Höhe von 8 bis 10 cm und einem Gewicht zwischen 2,3 und 3 Kilogramm und müssen mindestens 70 Tage im Felsenkeller reifen.